# Willaston
Willaston is een civil parish in het Engelse graafschap Cheshire met 3104 inwoners.